# Shilpa Shetty
Shilpa Shetty (in hindī शिल्पा शेट्टी, Śilpā Śēṭṭī; in telugu శిల్పా శెట్టి, Śilpā Śeṭṭi; Mangalore, 8 giugno 1975) è un'attrice indiana.
Anche la sorella più piccola, Shamita Shetty è un'attrice. Nonostante il cognome, non sono imparentate con il famoso attore Sunil Shetty.

## Biografia
Dopo il suo debutto nel film Baazigar, nel 1993, ha recitato in quasi cinquanta film, in diverse lingue: hindi, tamil, telugu e kannada. Il suo primo ruolo da protagonista è stato nel film Aag del 1994. Da allora la sua carriera a Bollywood è stata altalenante, ma sempre sotto i riflettori. Ha vinto il Celebrity Big Brother in Regno Unito nel 2007, dopo il clamore delle affermazioni razziste di Jade Goody nei suoi confronti
. Nel 2008 ha invece condotto Bigg Boss, la versione indiana del Grande Fratello, dove era presente, come concorrente, anche Jade Goody, lì in segno di scuse nei suoi confronti.
Il 15 aprile 2007, Shetty è stata baciata più volte con foga sulla guancia da Richard Gere, durante un evento teso alla campagna di sensibilizzazione dell'AIDS. Il bacio è stato considerato un attacco ai valori morali e culturali dell'India. Il 26 aprile dello stesso anno, un tribunale indiano del Rajasthan ha emesso un mandato di arresto per Gere, che venne poi revocato nel maggio seguente e poi, nel marzo 2008, assolto dalla Corte Suprema Indiana, ritenendo l'accusa "frivola e infondata".
Vive a Mumbai con i suoi genitori e la sorella più piccola.

## Filmografia

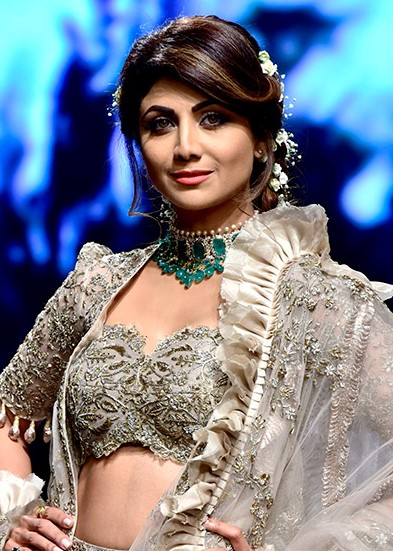
Shilpa Shetty nel 2018

- Baazigar, regia di Abbas Alibhai Burmawalla e Mastan Alibhai Burmawalla (1993)

- Aag, regia di K. Ravi Shankar (1994)
- Main Khiladi Tu Anari, regia di Sameer Malkan (1994)
- Aao Pyaar Karen, regia di Ravindra Peepat (1994)
- Haathkadi, regia di Rama Rao Tatineni (1995)
- Gambler, regia di Dayal Nihalani (1995)
- Himmat, regia di Sunil Sharma (1996)
- Chhote Sarkar, regia di Vimal Kumar (1996)
- Mr. Romeo, regia di K.S. Ravi (1996)
- Sahasa Veerudu Sagara Kanya, regia di K. Raghavendra Rao (1996)
- The Chalbaaz (1997)
- Auzaar, regia di Sohail Khan (1997)
- Zameer: The Awakening of a Soul, regia di Rajat Rawail (1997)
- Insaaf: The Final Justice, regia di Dayal Nihalani (1997)
- Prithvi, regia di Nitin Manmohan (1997)
- Veedevadandi Babu, regia di E.V.V. Satyanarayana (1997)
- Aakrosh: Cyclone of Anger, regia di Lateef Binny (1998)
- Pardesi Babu, regia di Manoj Agrawal (1998)
- Lal Baadshah, regia di K.C. Bokadia (1999)
- Shool, regia di Eeshwar Nivas (1999)
- Jaanwar, regia di Suneel Darshan (1999)
- Chundadi Ni Laaj, regia di Keshav Rathod (2000)
- Jung, regia di Sanjay Gupta (2000)
- Kushi, regia di S.J. Surya (2000)
- Tarkieb, regia di Esmayeel Shroff (2000)
- Dhadkan, regia di Dharmesh Darshan (2000)
- Azaad, regia di Tirupati Swamy (2000)
- Bhalevadivi Basu, regia di P.A. Arun Prasad (2001)
- Indian, regia di N. Maharajan (2001)
- Preethsod Thappa, regia di V. Ravichandran (2001)
- Maduve Agona Baa (2001)
- Badhaai Ho Badhaai, regia di Satish Kaushik (2002)
- Chor Machaaye Shor, regia di David Dhawan (2002)
- Hathyar: Face to Face with Reality, regia di Mahesh Manjrekar (2002)
- Rishtey, regia di Indra Kumar (2002)
- Karz: The Burden of Truth, regia di Harry Baweja (2002)
- Junoon, regia di Sanjay Khanna (2002)
- Darna Mana Hai, regia di Prawaal Raman (2003)
- Ondagona Baa, regia di Udayshankar (2003)
- Garv: Pride and Honour, regia di Puneet Issar (2004)
- Phir Milenge, regia di Revathy (2004)
- Khamoshh... Khauff Ki Raat, regia di Deepak Tijori (2005)
- Fareb, regia di Deepak Tijori (2005)
- Dus, regia di Anubhav Sinha (2005)
- Auto Shankar, regia di D. Rajendra Babu (2005)
- Shaadi Karke Phas Gaya Yaar, regia di K.S. Adiyaman (2006)
- Life in a Metro, regia di Anurag Basu (2007)
- Apne, regia di Anil Sharma (2007)
- Appartamento per... 3 (Dostana), regia di Tarun Mansukhani (2008)
- The Desire: A Journey of a Woman, regia di Priyanka Pripri e R. Sarath (2010)
- Dishkiyaoon, regia di Sanamjit Singh Talwar (2014)